# Ipomoea wattii
Ipomoea wattii är en vindeväxtart som beskrevs av Charles Baron Clarke. Ipomoea wattii ingår i släktet praktvindor, och familjen vindeväxter. Inga underarter finns listade i Catalogue of Life.